# ۵-متیل‌سیتوزین
۵-متیل‌سیتوزین (به انگلیسی: 5-Methylcytosine) با فرمول شیمیایی C۵H۷N۳O یک ترکیب شیمیایی با شناسه پاب‌کم ۶۵۰۴۰ است. که جرم مولی آن ۱۲۵٫۱۲۹ g/mol می‌باشد. 